# ブルジョワジー

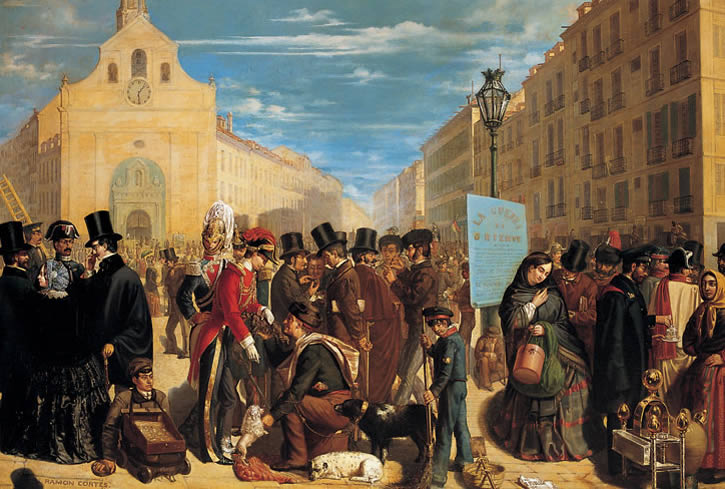
19世紀のブルジョワジーを描いた絵画

ブルジョワジー、ブルジョアジー（仏: bourgeoisie）は、中産階級のことであり、有産階級とも呼ばれる。特に17～19世紀においては革命の主体になりうるほどの数と広がりを持つ階層であったが、市民革命における革命の推進主体となった都市における有産の市民階級をさす場合も有る。貴族や農民と区別して使われた。
短くブルジョワ（仏: bourgeois）ともいうが、これは単数形で個人を指す。20世紀の共産主義思想の下で産業資本家を指す言葉に転化し、共産主義者の間では概ね蔑称として用いられたが、この資本家階級という意味では上層ブルジョワジーのみをさしている。

## 歴史

### 中世

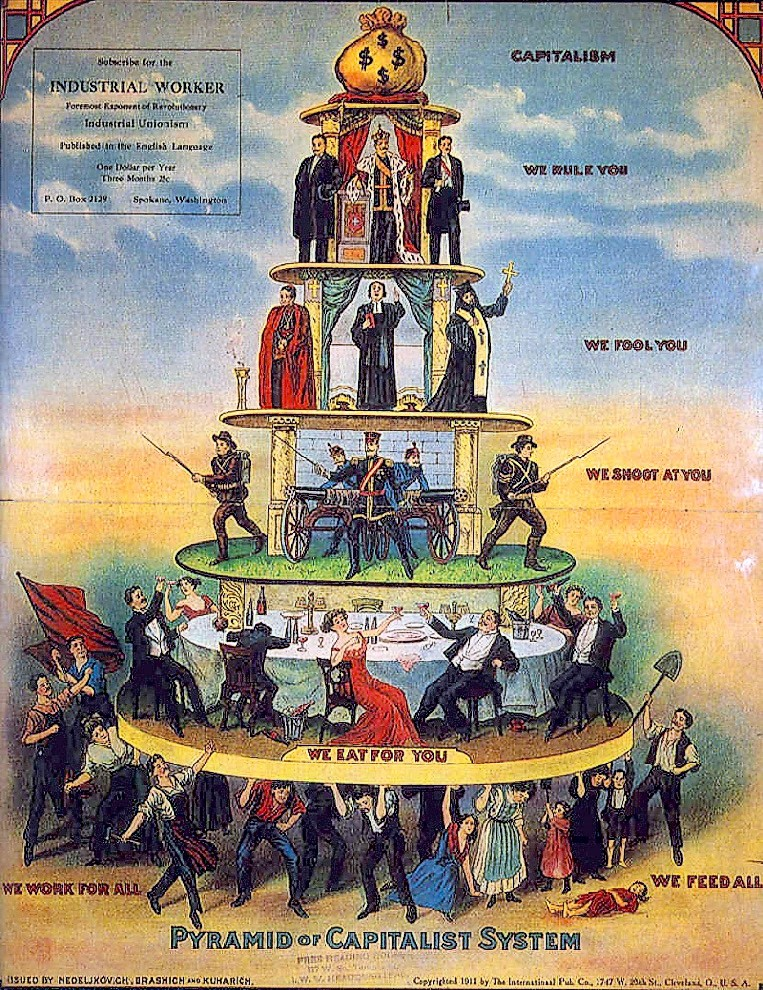
階層社会の風刺画

古代から中世にかけての経済的な低迷が終わると中世都市に商工業を生業とするものが集まり始めた。フランス語ではこうした中世都市の「城壁の中の住民」をさして貴族でも農民でもない存在を「ブルジョワジー」と呼んだ。これがブルジョワジーの語源で、後期ラテン語 burgus（ギリシア語 pygros、ゲルマン語 burg）から派生しできた言葉である。

### 近世
近世になると大航海時代の幕開きにより、港湾都市では交易によって富を蓄積する者が現れ始めた。また絶対主義の時代には、中央集権化により特に首都が経済的な中心となり、ここにも富を蓄積するものが現れ始めた。近世における「重商政策」は彼らの成長を積極的に後押しした。彼らが市民革命前夜における「ブルジョワジー」である。当時の権力主体であった貴族階級、聖職者と都市の労働者、民衆、農民との間に位置付けられる、都市の裕福な商人を指してブルジョワジーというようになった。ブルジョワジーの中には巨万の富を蓄え、貴族に仲間入りするものや貴族に準ずる待遇を受けるものも現れ、新たな支配階級を形成しつつあった。
ここでブルジョワジーと呼ばれた人々は、市民革命の主体となり、それまでの貴族や聖職者が主体であった体制を革命によって転覆させた。そのため市民革命をさして「ブルジョワ革命」とも言う。この場合の「市民」とは「ブルジョワジー」のことで現在の「市民」という概念とは異なっている。現在の「市民」という概念に近い言葉としてシトワイアン (Citoyen) があった。

### 産業革命以降
市民革命によって政治的な参加権を得たブルジョワジーの中には同時に進行していた産業革命と結びついて「産業資本家」になる者が現れた。これによってブルジョワジーは19世紀中頃から資産階級を指す、そして貴族に代わる新たな支配階級を指す言葉として転化した。
支配階級に反抗する社会主義者から見た場合、「ブルジョワジー」、「ブルジョワ」、「ブルジョワ階級」という言葉そのものが蔑称となり、物理的に排除すべき対象となった。これにより、かつては貴族の富裕さ、贅沢さを批判するために用いられていた「ブルジョワ」という概念は、今度は自らが富裕さ、贅沢さを批判されるために用いられることとなった。
そして、かつて貴族が敵視され、市民革命によって打倒されたように、20世紀においてはブルジョワが敵視され、社会主義革命によって打倒されるようになった。だが、ブルジョワを打倒した社会主義体制においても、ノーメンクラトゥーラや太子党といった新たな支配階級が台頭し、その富裕さ、贅沢さが批判されるようになった。
その社会主義体制国家が再び資本主義体制に移行した21世紀現在、グローバリゼーションによって、世界全域でいわゆる「新富裕層」が台頭して新たな支配階級となり、その国の枠をも超える富裕さ、贅沢さが批判されている。